# Amadeo Ibáñez Tormo
Amadeo Ibañez Tormo (València, 22 de febrer de 1916) és un exfutbolista valencià. Jugava d'interior dret i tota la seua carrera esportiva va transcórrer al València CF.
Junt amb Epi, Mundo, Asensi i Gorostiza va formar la davantera elèctrica, que va transformar el València CF en un equip guanyador i un dels més importants de la dècada dels quaranta.
Va jugar un total de 217 partits en 13 temporades a la Primera divisió amb el València CF marcant 74 goles.

## Clubs
- València CF - 1935-1951

## Títols

### Nacionals
- 3 Lligues - València CF - 1941-1942, 1943-1944 i 1946-1947
- 2 Copes del Rei - València CF - 1941 i 1949